# Sankt Franciskus basilika
Sankt Franciskus basilika är en basilika i Assisi, Italien. Basilikan började byggas 1228 och stod klar 1253. Maestro Jacopo Tedesco är basilikans arkitekt. Den är uppkallad efter helgonet Franciskus av Assisi som också är begraven där. 2000 sattes Sankt Franciskus basilika upp på Unescos världsarvslista. Basilikan är mycket ovanlig då den har två våningar. Både det övre och nedre kyrkorummet har mycket välbevarade fresker.